# Théophile de Bock
Théophile Emile Achille de Bock (Den Haag, 14 januari 1851 - Haarlem, 22 november 1904) was een Nederlands kunstschilder behorend bij de Haagse School.

## Levensloop
De Bock was aanvankelijk ambtenaar bij de Hollandsche IJzeren Spoorweg-Maatschappij. Hij ontving zijn schildersopleiding van Jan Willem van Borselen en van Jan Hendrik Weissenbruch. De kunstschilder Jacob Maris was het grote voorbeeld voor De Bock. Tussen 1878 en 1880 was hij aangesloten bij de School van Barbizon, waarvan ook invloeden in zijn werk terug zijn te vinden. In 1881 werkte hij mee aan het Panorama Mesdag van Hendrik Willem Mesdag. Hij schilderde daarin de lucht en de duinen. Als alternatief voor Pulchri Studio werd in 1891 op initiatief van de Bock de Haagsche Kunstkring opgericht. In 1902 was de Bock een van de oprichters van Pictura Veluvensis in Renkum. Hij was ook lid van de kunstenaarsvereniging Sint Lucas in Amsterdam. Théophile de Bock overleed op 53-jarige leeftijd.

## Schilderstijl
De Bock richtte zich vooral op het Nederlandse landschap, zoals de hunebedden in Drenthe. Zijn landschappen zijn vaak zwaar en somber.

## Vernoemingen
In Renkum is een Théophile de Bockweg, in Amsterdam en in Dordrecht is een Théophile de Bockstraat en in Amsterdam bovendien een Théophile de Bockbrug.

## Galerij

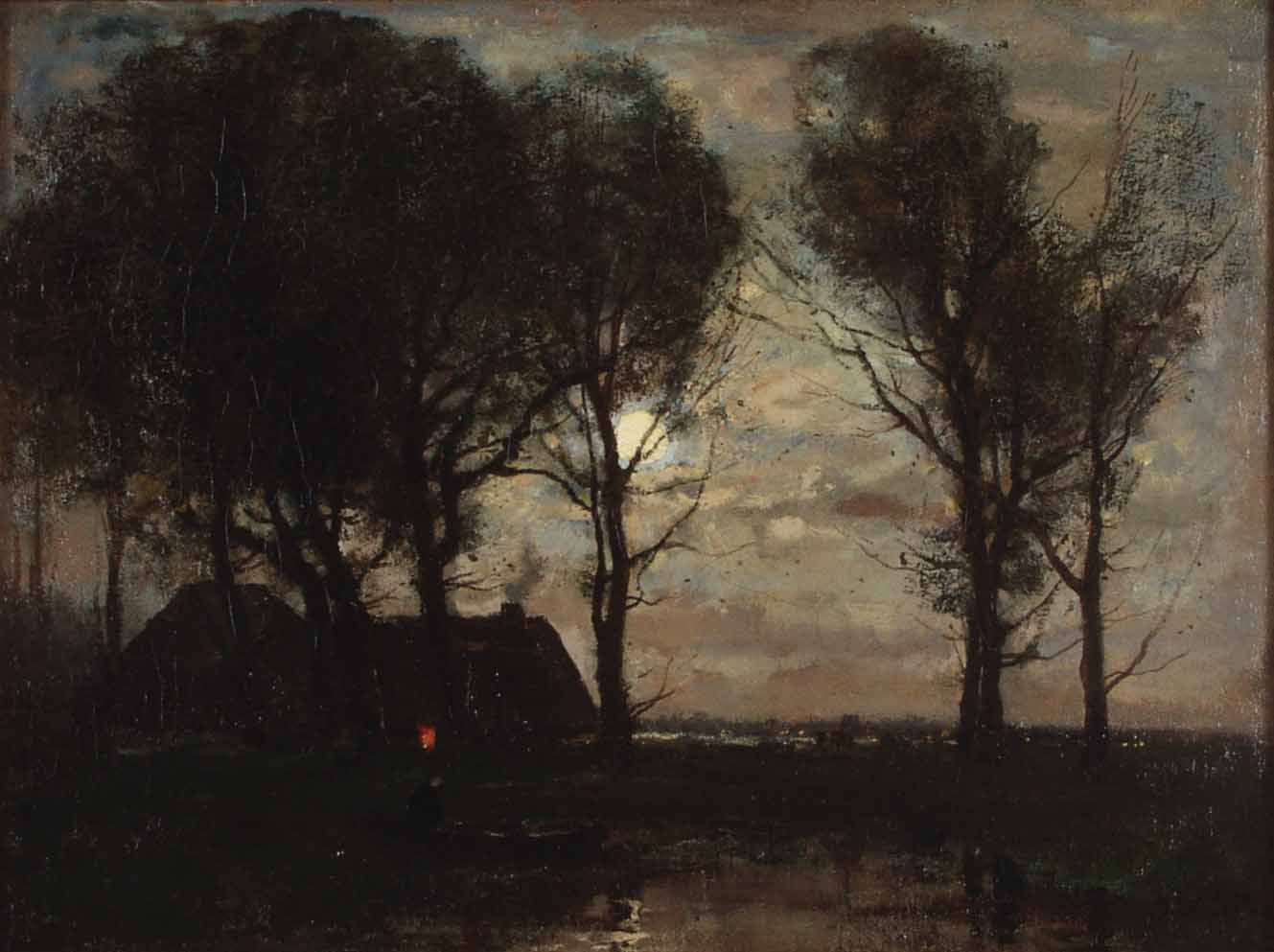
Landschap bij maanlicht, olieverf op doek, 57 × 45 cm. Coll. Museum Veluwezoom, Doorwerth
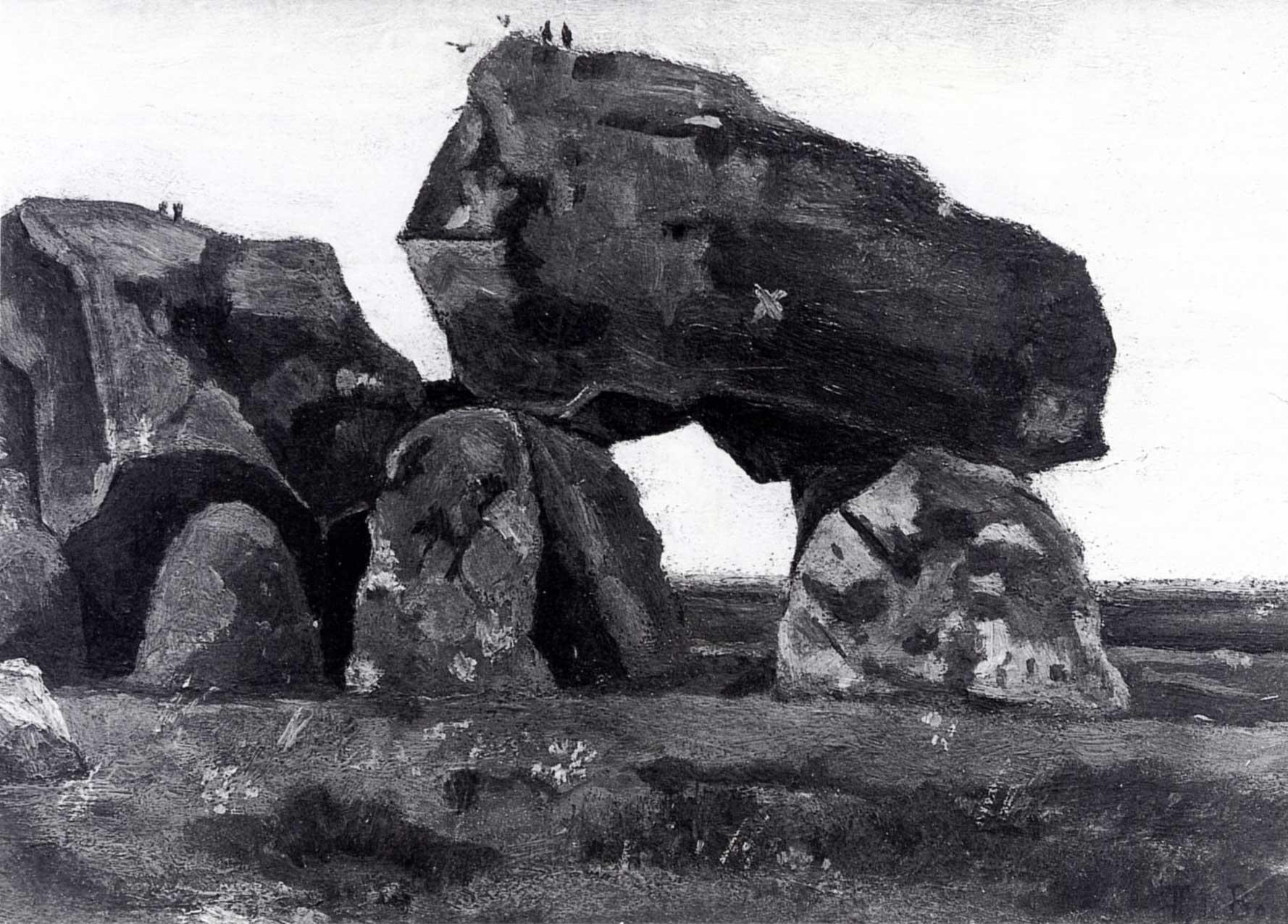
Hunebed (ca. 1885), Coll. Drents Museum, Assen
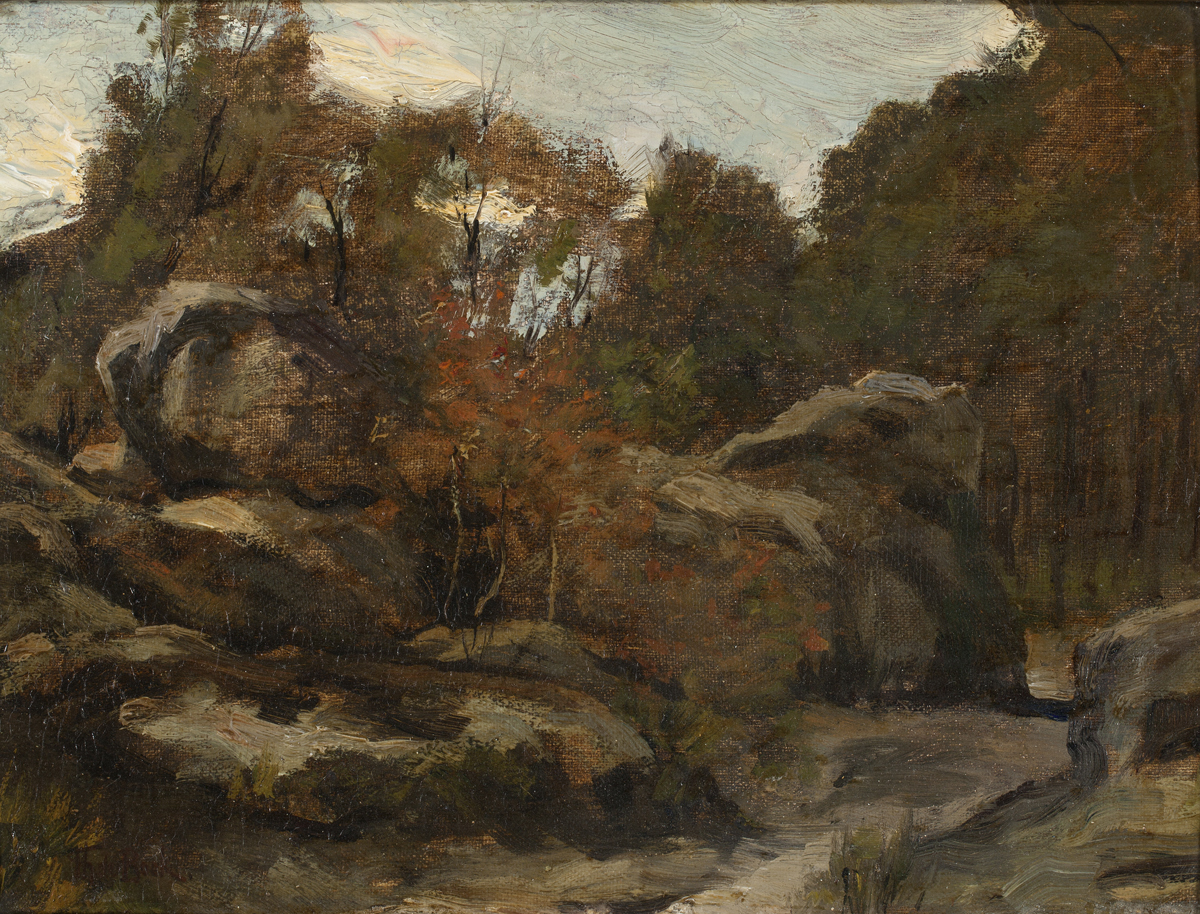
Barbizon, 1880 Coll. Kunsthandel Pygmalion, Maarssen

## Werk in openbare collecties (selectie)
- Gemeentemuseum Den Haag
- Van Gogh Museum
- Drents Museum, Assen bezit twee schilderijen, waaronder het hier afgebeelde Hunebed.
- Het John Selbach Museum te Maaseik exposeert in de permanente collectie Bosgezicht met het Kasteel Doorwerth en Ruiter op een bospad.

- Biografisch Portaal: 04065718
- Digitale Bibliotheek voor de Nederlandse Letteren: bock012
- Gemeinsame Normdatei: 1041761449
- International Standard Name Identifier: 0000 0000 6707 7281
- Library of Congress Control Number: nr97042003
- Nederlandse Thesaurus van Auteursnamen: 069941777
- RKD-Nederlands Instituut voor Kunstgeschiedenis: 9480
- Union List of Artist Names: 500032268
- Virtual International Authority File: 61454839
- WorldCat: E39PBJxcXwwPgthcQKFVKwtVG3